# Лавані-Головне
Лавані-Головне (Lavani Main) — офшорне газове родовище в Індійському океані біля узбережжя Танзанії у блоці 2, правами на розробку якого володіє консорціум у складі норвезької Statoil (65 %, оператор) та ExxonMobil (35 %). Відноситься до газоносного басейну Мафія (отримав назву за островом Мафія із архіпелагу Занзібар) та знаходиться на південний захід від родовищ Тангавізі та Зафарані.

## Опис
Родовище виявили весною 2012 року внаслідок спорудження буровим судном Ocean Rig Poseidon свердловини Lavani-1. Закладена за 82 км від узбережжя в районі з глибиною моря 2397 метрів, вона мала довжину 3537 метрів та пройшла через 95 метрів пісковиків високої якості у каналах схилу континентального шельфу, заповнених відкладеннями палеоцену.
В кінці того ж року за 5 км на південний схід в районі з глибиною моря 2580 метрів спорудили оціночну свердловину Lavani-2, котра успішно підтвердила продовження продуктивних палеоценових покладів (крмі того, вона ж відкрила залягаюче нижче родовище Лавані-Глибоке).
Лавані-Головне планується включити до першого етапу розробки блоку 2 (разом з Зафарані, Лавані-Глибоке та Пірі). Наразі очікують, що видобуток з нього буде вестись через 3-5 свердловин. В той же час, станом на 2017 рік ще не було прийнято остаточного плану розробки, одним з варіантів якої є використанням плавучого заводу із зрідження газу (останнє дозволить уникнути прокладання трубопроводів по дну зі складним рельєфом, обумовленим численними підводними каньйонами).
Геологічні ресурси Лавані-Головного оцінюються на рівні 85 млрд м3 газу.